# Алагов, Темирби Харитонович
Темирби Харитонович Ала́гов (осет. А́лӕгаты Харитоны фырт Темырби; 27 марта 1926 — 24 августа 2005) — передовик советского сельского хозяйства, бригадир кукурузоводов колхоза «Чермен» Пригородного района. Герой Социалистического Труда (1966).

## Биография
Алагов родился 27 марта 1926 года в селении Новая Саниба Пригородного района Североосетинской АССР.
Его трудовая биография началась очень рано. Сразу после окончания 7 классов средней школы он начал работать в Гизельском колхозе, и с тех пор вся его жизнь была связана с развитием сельскохозяйственной отрасли Северной Осетии.
В 1945 году Темирби Алагов возглавил механизированное звено по возделыванию кукурузы в колхозе «Чернен» Пригородного района. В этом трудовом коллективе он и проработал до 1992 года, вплоть до ухода на заслуженный отдых. Под его началом звено занималось выращиванием озимых колосовых культур, картофеля, овощей, получая рекордные урожаи.
Указом Президиума Верховного Совета СССР от 23 июня 1966 года за достижение высоких показателей в производстве продукции сельского хозяйства Темирби Харитоновичу Алагову было присвоено звание Героя Социалистического Труда с вручением ордена Ленина и медали «Серп и Молот».
Алагов Т. X. был одним их тех людей в Осетии, кто своим трудом, преданностью избранному делу и профессионализмом внес весомый вклад в развитие сельского хозяйства республики. Алагов пользовался высоким авторитетом и уважением среди своих коллег и товарищей. Он был многократным участником ВДНХ СССР, являлся заслуженным кукурузоводом РСФСР, СОАССР, КБАССР, ЧИАССР, заслуженным механизатором сельского хозяйства СОАССР. Он неоднократно избирался депутатом Верховного и районного Советов народных депутатов.
Умер в 2005 году, похоронен на Аллее Славы во Владикавказе.

## Награды
За трудовые заслуги в производстве сельскохозяйственных культур Алагову Т. X. присвоены многие правительственные награды: орден Ленина (дважды), орден «Знак Почёта», медали «За доблестный труд», «Малая золотая», «Большая золотая ВДНХ СССР», «Во славу Осетии». А в 1966 году Темирби Алагову было присвоено высокое звание Героя Социалистического Труда.